# Palazzo Gualbes
Palazzo Gualbes è un edificio storico di Palermo.
Dimora patrizia costruita da Giantommaso Gualbes nel XIV secolo lungo il percorso della "Shera de Cancellarii" sulle mura puniche della Neapolis. Il Gualbes fu senatore di Palermo nel 1523-24 ed esponente della nobile famiglia di origine spagnola altrimenti detta Ingalbes o Galbes. Dal matrimonio di Francesco de Gualbes, console dei Catalani, con Betta Lombardo, nobile vedova di Nicolò Crispo, avvenuto nel 1441, i Gualbes avevano ottenuto anche il diritto dei mezzigrani sulle tonnare di Solanto, Arenella, San Giorgio e S. Nicolò.
È attestata la parentela tra i Crispo del limitrofo palazzo ed i Gualbes atteso che Nicolò Crispo sposò Elisabetta Lombardo la quale, diventata vedova, si unì in seconde nozze con Francesco de Gualbes.
L'edificio era un tempo prospettante verso le sponde del torrente Papireto che scorreva a nord della cittadella punica. Presenta delle eleganti bifore in marmo, poi rimaneggiate nel tardo Cinquecento con cornici rinascimentali che hanno modificato il partito architettonico medievale.
Oggi le finestre tre-quattrocentesche, già oggetto di rilievo del Gabrici sono completamente trasformate.
All'inizio del XVIII secolo il palazzo era passato ai principi di San Lorenzo, e già dal 1848 era divenuto sede della "Stamperia della Riforma", poi "Tipografia Benedetto Lima Lao". Intorno 1860 sia il palazzo che la tipografia erano divenuti proprietà del famoso tipografo Francesco Lao: testimonianza di questa attività è l'antica insegna "Stabilimento Tipografico" che ancora si intravede nel prospetto principale ad angolo con la discesa Santamarina. In questo periodo il palazzo subì parecchi stravolgimenti, tra cui la suddivisione in due livelli del piano nobile e il suo frazionamento. Sul fronte settentrionale sopra le mura, oggi fagocitato da costruzioni ottocentesche di via Candelai, che si sono addossate alla cinta muraria, prospettava un filare di finestre medievali dall'inconsueto schema compositivo: una sequenza di quattro bifore a sesto acuto affiancata da una o forse due bifore più grandi che contornavano il fronte, verosimili resti di antiche torri medievali.
Questa facciata medievale risultava però già completamente stravolta nei tempi successivi e certificata a metà dell'800 nel testo di Cecilia Waern "La Sicilia medievale" del 1910 : tre delle bifore più piccole erano state trasformate in finestre squadrate, mentre la bifora più alta sulla sinistra era stata completamente occultata da una superfetazione, e gli ipotetici resti della seconda bifora furono inglobati nelle strutture dell'adiacente ex Albergo Firenze; già viene infatti descritta una sola bifora, visibile da quello che era l'ampio terrazzo della tipografia Lao.
Un disegno del 1856 di G. S. Saverio Palermo pubblicato da Ettore Gabrici nel suo testo "Lo Steri di Palermo e le sue pitture" (1930), mostra una ipotetica ricostruzione del prospetto nel quale vediamo due bifore laterali più alte decorate da un grosso rosone centrale traforato.
Nel 1830 Jacobus Everhardus Josephus van den Berg, durante il suo viaggio in Italia, realizza uno schizzo del palazzo attualmente conservato al Rijskmuseum di Amsterdam, che ci mostra una diversa composizione delle finestre, nella quale la bifora più grande è una sola, a sinistra, decorata da tre rosoni riccamente intagliati. Il titolo dato dall'autore allo schizzo è "Palazzo Angioino a Palermo": il riferimento è al giglio angioino ancora oggi visibile nel concio d'imposta centrale dell'unica bifora superstite, solitaria traccia medievale del palazzo giunta fino a noi, sebbene ormai diventata invisibile ai più.
Da anni cantiere di restauro, l'ultimazione dei lavori sembra ancora lontana.